# Фушуньский янтарь
Фушуньский янтарь — разновидность ископаемых смол, добывавшаяся недалеко от города Фушунь в провинции Ляонин в Китае. Используется для изготовления ювелирных изделий. Датируется ранним эоценом. В фушуньском янтаре найдены представители 22 отрядов членистоногих (в основном насекомых), относящиеся более чем к 80 семействам. Среди насекомых преобладают Diptera, Hymenoptera и Hemiptera. Источником смолы, давшей началу фушуньскому янтарю, были деревья из семейства Кипарисовых.
В настоящее время добыча фушуньского янтаря, продолжавшаяся около 110 лет, прекращена.